# Applied Catalysis B
Applied Catalysis B: Environmental is een internationaal, aan collegiale toetsing onderworpen wetenschappelijk tijdschrift over katalysatoren.
De naam wordt in literatuurverwijzingen meestal afgekort tot Appl. Catal. B Environ.
Het wordt uitgegeven door Elsevier.
Het tijdschrift is ontstaan in 1991 door de splitsing van het in 1981 opgerichte tijdschrift Applied Catalysis in delen A en B.